# Mimanommatini
Mimanommatini (лат.) — триба мирмекофильных коротконадкрылых жуков из подсемейства Aleocharinae. Африка, Юго-восточная Азия. Включает 30 родов и более 170 видов.

## Описание
Мелкие коротконадкрылые жуки. Разнородная, возможно парафилетическая группа. Ранее (Seevers 1965; Kistner 1993) в качестве важного признака отмечали отсутствие атетиновой перемычки срединной доли эдеагуса, позволяющем отличить Mimanommatini от Athetini. Мирмекрфильная группа, связанная с кочевыми муравьями Старого Света: Aenictus и Dorylus, внешне сходная с ними.

## Систематика
Триба Mimanommatini включает 30 родов и более 170 видов из двух подтриб: Dorylophilina (28 родов, Африка и Юго-Восточная Азия) и Mimanommatina (2 рода из Африки genera). Триба Athetini рассматривается как наиболее близкая к Mimanommatini. Роды Siafumimus, Rodylopora и Dorylophila выделяются в крупную хорошо поддерживаемую кладу вместе с представителями триб Dorylomimini, Dorylogastrini, Sahlbergiini и Pygostenini. Внутри этой клады род Giraffaenictus (Aenictoteratini) сближается с Mimanommatini, что делает последнюю трибу парафилетической.
В 2021 году в ходе филогенетического анализа триб из подсемейства Aleocharinae таксон Mimanommatini был включен в кладу триб APL (Athetini — Pygostenini — Lomechusini; 22 трибы, 8990 видов), которая образует сестринскую группу с кладой MPO (Myllaenini- Pronomaeini- Oxypodinini; 9 триб, 714 видов).
- Подтриба Dorylophilina[6]
  - Demerilla Cameron, 1930[7]
  - Demerina Bernhauer, 1927[8]
  - Demerinda Cameron, 1927[9]
  - Derelina Kistner & Jacobson, 1979
  - Derema Fauvel, 1899[10]
  - Deremilla Kistner & Jacobson, 1979[4]
  - Dorylobactrus Wasmann, 1916[11]
  - Dorylobius Raffray, 1899[12]
  - Dorylocerus Wasmann, 1904[13]
  - Dorylonilla Wasmann, 1904
  - Dorylophila Wasmann, 1904
  - Dorylostethus Brauns, 1898[14]
  - Draconula Kistner, 1966[15]
  - Emerda Kistner & Jacobson, 1979
  - Fossulopora Kistner, 1968[16]
  - Kamptomerus Pace, 1998[17]
  - Koilomera Bernhauer, 1927
  - Lokomera Jacobson & Kistner, 1979
  - Macfieia Bernhauer, 1927
  - Medera Kistner & Jacobson, 1979
  - Microbactrus Pace, 2009[18]
  - Nitinella Kistner & Jacobson, 1979
  - Notelyglypha Pace, 1999
  - Ponerilla Brauns, 1914[19]
  - Redema Kistner & Jacobson, 1979
  - Rhopalinda Cameron, 1927
  - Rodylopora Kistner, 1966[15]
  - Rylodophila Kistner & Jacobson, 1979
- Подтриба Mimanommatina
  - Mimanomma Wasmann, 1912[20]
    - Mimanomma spectrum Wasmann, 1912 — Замбия, Камерун

  - Siafumimus Kistner, 1993[3]
    - Siafumimus alzadae Kistner, 1993 — Танзания